# Niobrara
Niobrara (anglicky Niobrara River) je 914 km dlouhá řeka protékající v USA skrze státy Nebraska. Její povodí zasahuje i do Jižní Dakoty. Niobrara je přítokem řeky Missouri. Protéká vyprahlými Velkými planinami, a proto má na svou délku malý průtok.

## V kultuře
Řeka je zmiňována v románech a filmech z indiánského prostředí (Synové Velké medvědice). Vystupuje též v písni Jacka Kerouaca s názvem Home I'll Never Be. Niobrara je zároveň jedním z názvů Velkého vnitrozemského moře, které rozdělovalo v severojižním směru severoamerický kontinent v období svrchní křídy až raného paleogénu (asi před 100 až 60 miliony let).